# Zamarada acosmeta
Zamarada acosmeta är en fjärilsart som beskrevs av Louis Beethoven Prout 1921. Zamarada acosmeta ingår i släktet Zamarada och familjen mätare. Inga underarter finns listade i Catalogue of Life.